# Milde människornas vän
Milde människornas vän är en kristen psalm. Texten är skriven av Benjamin Schmolck och översattes till svenska av Carl Johan Lohman. Den svenska texten bearbetades av Christopher Dahl och Frans Michael Franzén.

## Publicerad i
- 1819 års psalmbok, som nummer 81 under rubriken "Jesus uppgår till Jerusalem, instiftar nattvarden, förråde".